# Passiflora subtriloba
Passiflora subtriloba är en passionsblomsväxtart som beskrevs av Mutis apud Alba. Passiflora subtriloba ingår i släktet passionsblommor, och familjen passionsblomsväxter. Inga underarter finns listade i Catalogue of Life.